# John Österberg
John Edvard Österberg, född 25 november 1904 i Norrköping, död där 25 mars 1979, var en svensk arkitekt.
Österberg utexaminerades som arkitekt från Kungliga Tekniska högskolan 1931. Han var anställd vid byggnadsföretag och arkitektkontor i Stockholm samt vid Norrköpings stads byggnadsnämnd, därefter praktiserande arkitekt i Norrköping. Han utförde bostadshus och affärshus i ett flertal städer, biografer, skolor, barnhem, barnträdgårdar, yrkesskola, verkstäder och stadsplaner. Han var lärare vid tekniska gymnasiet i Norrköping.